# Albert Crewe
Albert Victor Crewe (18 de fevereiro de 1927 – 18 de novembro de 2009) foi um físico e inventor britânico nascido americano do moderno microscópio eletrônico de varredura por transmissão capaz de captar fotos e movimentos dos átomos, uma tecnologia que proporcionou novos conhecimentos sobre a interação atômica e permitiu avanços significativos e teve implicações de grande alcance para as indústrias biomédica, de semicondutores e computação.

## Juventude e educação
Crewe nasceu em Bradford, Inglaterra, em 1927 e cresceu durante a Segunda Guerra mundial em uma comunidade de trabalhadores ainda se recuperando da depressão mundial. A família era pobre e as expectativas eram limitadas. Ele obteve média nas notas da escola, mas passou em dois exames de âmbito nacional, o primeiro que lhe permitiu ser o primeiro da família a freqüentar a escola e a segunda das quais lhe permitiu frequentar a faculdade. Ele ganhou uma bolsa de estudos militares para a Universidade de Liverpool prosseguindo em uma licenciatura em Física, graduação que veio a receber em 1947. Ele recebeu um diploma de primeira classe com honras, o que permitiu a ele uma bolsa de estudos para continuar em Liverpool para o seu Ph.D. Com a idade de 24 ele foi contratado pela universidade como um instrutor em Física e se formou um ano depois, em 1951.

## Pesquisa emsincrocíclotron
Na Universidade de Liverpool, Crewe trabalhou com o Professor Skinner, o titular da cadeira Lyon Jones de Física. Skinner e sua equipe estavam no processo de construir um acelerador sincrocíclotron e queriam melhorar uma tecnologia existente pela extração do feixe circulante para produzir um externo, um feito que nunca tinha sido realizado. Skinner deu a Crewe a responsabilidade pela extração do feixe e ele se mostrou bem-sucedido, usando um sistema regenerador-extrator inovador. Alguns anos mais tarde, uma equipe de físicos da Universidade de Chicago, enviada por Enrico Fermi, foi a Liverpool para que os ajudassem a resolver um problema similar com o sincrocíclotron de Chicago. Essa visita rendeu um convite para Crewe para ir para a Universidade de Chicago, como pesquisador assistente visitante em 1955.  Um ano depois, após ele e um físico teórico conseguirem que o cíclotron operasse, a Universidade de Chicago contratou Crewe como professor assistente.